# Ружанский сельсовет
Ружанский сельсовет (до 2015 года Ружанский поселковый Совет) — административная единица на территории Пружанского района Брестской области Белоруссии.

## Состав
Ружанский сельсовет включает 32 населённых пункта:
- Байки — деревня.
- Березница — деревня.
- Близная — деревня.
- Бор-Липы — деревня.
- Бутьки — деревня.
- Верчицы — деревня.
- Долки — деревня.
- Виторож — деревня.
- Власовичи — деревня.
- Воля — деревня.
- Ворониловичи — агрогородок.
- Загаличи — деревня.
- Еськовцы — деревня.
- Заполье — деревня.
- Капли — деревня.
- Караси — деревня.
- Новосады — деревня.
- Клепачи — деревня.
- Ковали — деревня.
- Колозубы — агрогородок.
- Куляны — деревня.
- Павлово — деревня.
- Лососин — деревня.
- Манчики — деревня.
- Молочки — деревня.
- Никитичи — хутор.
- Островок — деревня.
- Пересадичи — деревня.
- Полонск — деревня.
- Товцвилы — деревня.
- Щитно — деревня.
- Юндилы — деревня.